# حروب البلقان

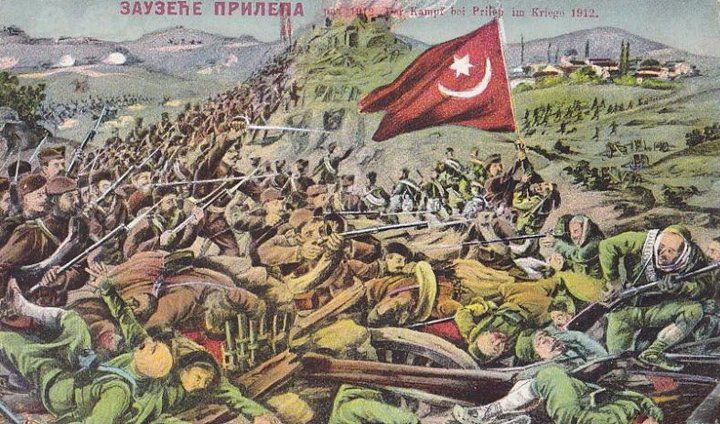
رسم دعائي عن حرب البلقان سنة 1912

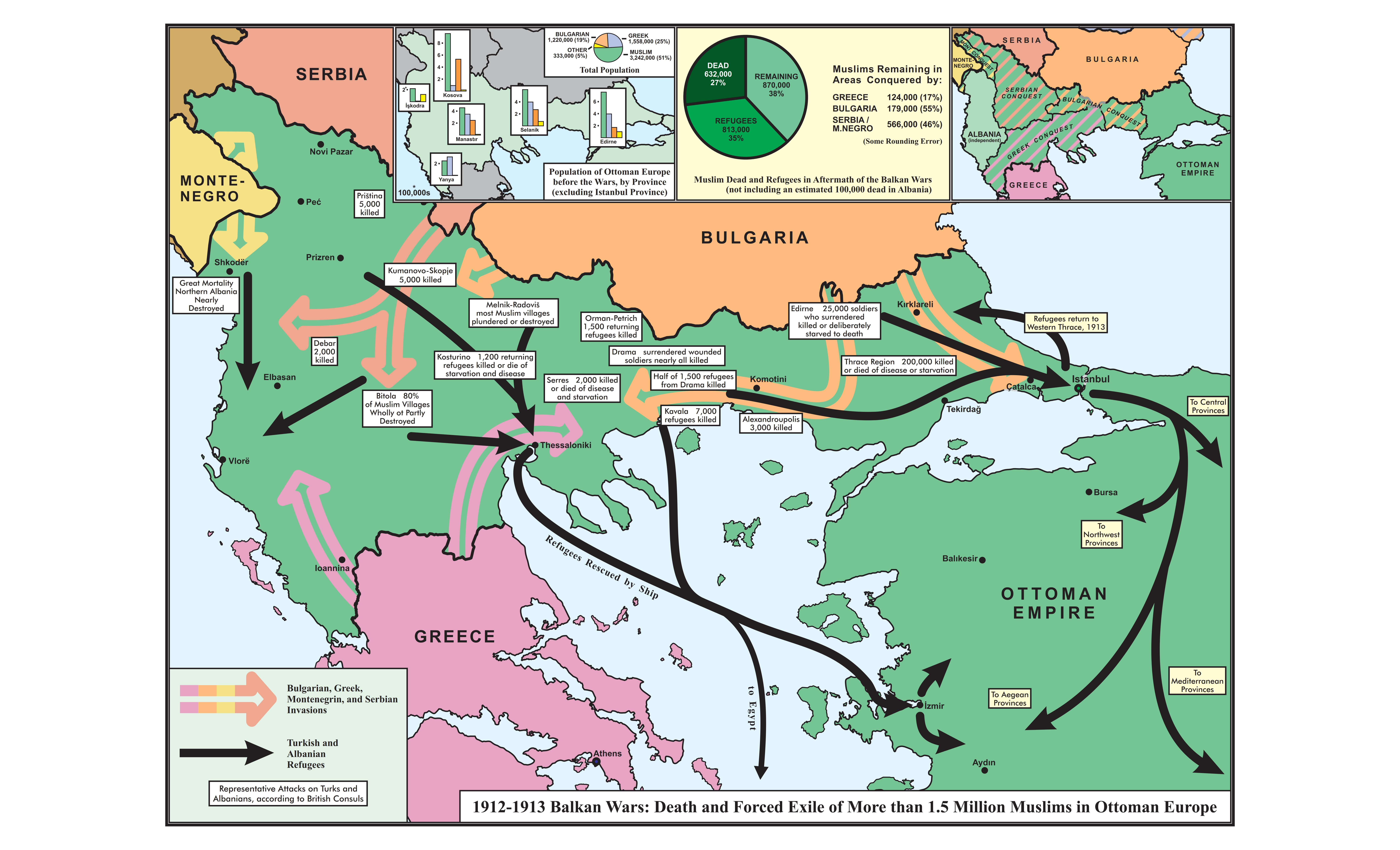
مناطق هجوم دول البلقان خلال حرب البلقان الأولى 1912-1913، وخطوط نزوح اللاجئين والمُهَجَّرين المسلمين من القسم العثماني الأوروبي.

تألفت حروب البلقان من نزاعين حدثا في شبه جزيرة البلقان في عامي 1912 و1913. هزمت أربع دولٍ بلقانية الإمبراطورية العثمانية في حرب البلقان الأولى. في حرب البلقان الثانية، قاتلت بلغاريا ضد مقاتلي الحرب الأولى الأربعة الأصليين إلى جانب مواجهتها هجومًا مفاجئًا شنته رومانيا من الشمال. انتهت النزاعات بصورة كارثية بالنسبة للإمبراطورية العثمانية، التي خسرت غالبية أرضها في أوروبا. صارت النمسا – المجر أضعف نسبيًا رغم أنها لم تكن مقاتلة، ما دفع صربيا المتضخمة كثيرًا إلى الضغط من أجل توحيد الشعوب السلافية الجنوبية. هيأت الحرب الأجواء لأزمة يوليو في عام 1914 وهكذا كانت بمثابة «توطئة للحرب العالمية الأولى». 
بحلول بداية القرن العشرين، حققت بلغاريا، واليونان، والجبل الأسود وصربيا استقلالها عن الإمبراطورية العثمانية، لكن بقيت عناصر ضخمة من مجموعات سكانها الإثنية خاضعة للحكم العثماني. شكلت هذه البلدان في عام 1912 عصبة البلقان. بدأت حرب البلقان الأولى في الثامن من أكتوبر من عام 1912، وقتما هاجمت الدول الأعضاء في العصبة الإمبراطورية العثمانية، وانتهت بعد ثمانية شهور بتوقيع معاهدة لندن في 30 مايو من عام 1913. بدأت حرب البلقان الثانية في 16 يونيو من عام 1913، وقتما هاجمت بلغاريا غير الراضية عن خسارتها مقدونيا حلفاءها السابقين في عصبة البلقان. صد جيشا صربيا واليونان الأكثر عددًا مجتمعَين العدوان البلغاري وقاما بهجوم معاكس في الداخل البلغاري من الغرب والجنوب. كان لدى رومانيا، كونها لم تشارك في الصراع، جيوشًا سليمةً لتهاجم بها وغزت بلغاريا من الشمال منتهكة اتفاقية السلام بين الدولتين. هاجمت الدولة العثمانية بلغاريا أيضًا وتقدمت في تراقيا مستعيدةً أدرنة. في معاهدة بوخارست التي نتجت عن ذلك، حافظت بلغاريا على معظم الأراضي التي كسبتها في حرب البلقان الأولى بالإضافة إلى إجبارها على التخلي عن الجزء الجنوبي من ديروجة التي كانت بيد العثمانيين سابقًا لرومانيا.

## خلفية
تكمن خلفية الحروب في البزوغ غير المكتمل للدول القومية في أراضي الإمبراطورية العثمانية الأوروبية خلال النصف الثاني من القرن التاسع عشر. كسبت صربيا أرضًا أساسية خلال الحرب الروسية العثمانية 1877 – 1878، بينما حازت اليونان على ثيساليا في عام 1881 (رغم أنها قد فقدت منطقة صغيرة استعادتها الإمبراطورية العثمانية في عام 1897) وضمت بلغاريا (وهي إمارة مستقلة منذ عام 1878) محافظة الروملي الشرقية (1885) التي كانت بارزة سابقًا. سعت الدول الثلاثة، بالإضافة إلى الجبل الأسود، إلى ضم أراضٍ إضافية ضمن المنطقة الضخمة التي تحكمها الإمبراطورية العثمانية والمعروفة باسم روملي، التي تضم روملي الشرقية، وألبانيا، ومقدونيا، وتراقيا.
كان لحرب البلقان الأولى بعض الأسباب الرئيسة الموجزة أدناه: 
1. كانت الإمبراطورية العثمانية عاجزة عن إصلاح نفسها، أو الحكم على نحو مرضٍ، أو التعامل مع القومية الإثنية المتنامية لدى شعوبها المتنوعة.
2. أظهرت الحرب الإيطالية العثمانية في عام 1911 وتمردات المسلمين في كوسوفو وألبانيا أن الإمبراطورية كانت مصابة «بجرح» عميق وعاجزة عن الهجوم في حرب أخرى.
3. تنازعت الدول الكبرى بين بعضها وفشلت في ضمان أن يجري العثمانيون الإصلاحات اللازمة. ما قاد دول البلقان إلى فرض حلها الخاص.
4. كان السكان المسيحيون في الأجزاء الأوروبية من الإمبراطورية العثمانية مضطهدين بشدة من قبل الحكم العثماني، ولهذا كانت دول البلقان مجبرة على التصرّف.
5. والأكثر أهمية، أن عصبة البلقان كانت قد تشكلت، وكان أعضاؤها واثقين أن إعلان حرب منظم ومتزامن على الإمبراطورية العثمانية في ظل هذه الظروف سيكون الطريقة الوحيدة لحماية مواطنيها وتوسيع أراضيها في شبه جزيرة البلقان.

### سياسات الدول العظمى
طوال القرن التاسع عشر، تشاركت الدول العظمى أهدافًا مختلفة حول «المسألة الشرقية» وأمانة الإمبراطورية العثمانية. أرادت روسيا مدخلًا على «المياه الدافئة» للبحر المتوسط من البحر الأسود؛ واتبعت سياسة خارجية مناصرة للسلافية ودعمت بناءً على ذلك بلغاريا وصربيا. رغبت بريطانيا بمنع روسيا من الوصول إلى «المياه الدافئة» ودعمت أمانة الإمبراطورية العثمانية، رغم أنها دعمت أيضًا توسعات محدودة في اليونان كخطة احتياطية في حال لم تعد أمانة الإمبراطورية العثمانية خيارًا متاحًا. أرادت فرنسا تقوية موقعها في المنطقة، خصيصًا في المشرق (لبنان وسوريا وفلسطين).
أرادت النمسا – المجر التي يحكمها آل هابسبورغ استمرار وجود الإمبراطورية العثمانية، بما أن كليهما كيان مضطرب متعدد القوميات وسيضعف انهيار أحدهما الآخر. رأى آل هابسبورغ أن وجودًا عثمانيًا قويًا في المنطقة سيكون ثقلًا موازنًا لنداء القوميين الصربيين مواطنيهم الصرب في البوسنة، وفويفودينا وأجزاء أخرى من الإمبراطورية. بدا أن هدف إيطاليا الأساسي آنذاك هو منع أي قوة بحرية كبرى من الوصول إلى البحر الأدرياتيكي. كانت تطمح الإمبراطورية الألمانية بدورها، في ظل سياسة «درانغ ناخ أوستين»، إلى تحويل الإمبراطورية العثمانية إلى مستعمرتها الفعلية الخاصة، وهكذا دعمت أمانتها. في أواخر القرن التاسع عشر وأوائل القرن العشرين، اختصمت بلغاريا واليونان من أجل مقدونيا وتراقيا العثمانيتين. سعى اليونانيون الإثنيون إلى «هليَنة» قسرية للبلغار الإثنيين، الذين أرادوا «بلغَرة» اليونانين (نهضة الوطنية). أرسلت كلتا الدولتين جيوشًا مسلحة غير نظامية إلى الأراضي العثمانية لحماية ومساعدة مجموعاتها الإثنية. منذ عام 1904، كان ثمة أرض معركة منخفضة العنف في مقدونيا بين العصابات اليونانية والبلغارية والجيش العثماني (الصراع المقدوني). تغير الوضع تغييرًا حاسمًا بعد ثورة الأتراك الشباب في يوليو من عام 1908.

### ثورة الأتراك الشباب
في عام 1908، شهدت ثورة الأتراك الشباب استعادة النظام الملكي الدستوري في الإمبراطورية العثمانية وبداية الحقبة الدستورية الثانية. وقتما اندلعت الثورة، دعمها المثقفون، والجيش، وتقريبًا كل الأقليات الإثنية في الإمبراطورية، وأجبرت السلطان عبد الحميد الثاني على إعادة اعتماد الدستور العثماني لعام 1876 والبرلمان الملغيان منذ وقت طويل. ارتفعت الآمال بالإصلاح والاستقلال الذاتي بين الإثنيات البلقانية، وأُجريت انتخابات لتشكيل برلمان عثماني وكيل متعدد الإثنيات. مع ذلك، عقب الانقلاب العثماني المعاكس، أُبعد العنصر اللبرالي من الأتراك الشباب وصار العنصر القومي مهيمنًا.

### رد الفعل في دول البلقان
كانت صربيا محبطة في الشمال بسبب ضم البوسنة إلى النمسا - المجر. وفي مارس عام 1909، اضطرت صربيا إلى قبول الضم وكبح جماح التحريض ضد هابسبورغ من قبل القوميين الصرب. وبدلاً من ذلك، نظرت الحكومة الصربية (رئيس الوزراء: نيكولا باشتش) إلى الأراضي الصربية سابقًا في الجنوب، ولا سيما «صربيا القديمة» (سنجق نوفي بازار وإقليم كوسوفو).
اتخذت الرابطة العسكرية، وهي مجموعة من الضباط اليونانيين، إجراءات ضد الحكومة لإصلاح الحكومة الوطنية في بلادهم وإعادة تنظيم الجيش في 15 أغسطس عام 1909. وسعت الرابطة العسكرية إلى إنشاء نظام سياسي جديد، وبالتالي استدعت السياسي الكريتي إلفثيريوس فينيزيلوس إلى أثينا كمستشار سياسي لها. أقنع فينيزيلوس الملك جورج الأول بمراجعة الدستور وطلب من الرابطة حل الجمعية الوطنية. وفي مارس عام 1910، حلت الرابطة العسكرية نفسها.
حصلت بلغاريا على اعتراف العثمانيين باستقلالها في أبريل عام 1909 وتمتعت بصداقة روسيا، وقد سعت أيضًا إلى ضم مقاطعتي تراقيا ومقدونيا العثمانيتين. وفي أغسطس عام 1910، اتبع الجبل الأسود خطى بلغاريا ليصبح مملكة أيضًا.

### معاهدات ما قبل الحرب
بعد الانتصار الإيطالي في الحرب الإيطالية العثمانية في الفترة ما بين عامي 1911-1912، وقسوة سياسة التتريك للنظام التركي الجديد وسلسلة من ثلاث ثورات في ألبانيا تحت الحكم العثماني، خُلع ممثلو تركيا الفتاة من السلطة إثر انقلاب. واضطرت دول البلقان المسيحية إلى اتخاذ إجراءات، ورأت في ذلك فرصة لتعزيز أجندتها الوطنية من خلال التوسع في أراضي الإمبراطورية المنهارة وتحرير شركائها الوطنيين المستعبدين. من أجل تحقيق ذلك، بنيت شبكة واسعة من المعاهدات وتشكل تحالف أيضًا.
بدأت المفاوضات بين حكومات دول البلقان في الجزء الأخير من عام 1911 وأجريت جميعها سراً. نُشرت المعاهدات والاتفاقيات العسكرية بالترجمات الفرنسية بعد حروب البلقان في 24-26 نوفمبر في لو ماتان، باريس، فرنسا. في أبريل عام 1911، كانت محاولة رئيس الوزراء اليوناني إلفثيريوس فينيزيلوس للتوصل إلى اتفاق مع رئيس الوزراء البلغاري وتشكيل تحالف دفاعي ضد الإمبراطورية العثمانية غير مثمرة، بسبب شكوك البلغار حول قوة الجيش اليوناني. وفي وقت لاحق من ذلك العام، في ديسمبر 1911، وافقت بلغاريا وصربيا على بدء المفاوضات لتشكيل تحالف تحت رقابة صارمة من روسيا. وجرى التوقيع على المعاهدة بين صربيا وبلغاريا في 29 فبراير / 13 مارس عام 1912. وسعت صربيا للتوسع إلى «صربيا القديمة»، ومثلما كتب ميلان ميلوفانوفيتش في عام 1909 إلى نظيره البلغاري، «طالما أننا لسنا متحالفين معك، سيكون نفوذنا على الكروات والسلوفين ضئيلاً». على الجانب الآخر، أرادت بلغاريا الحكم الذاتي لمنطقة مقدونيا تحت نفوذ البلدين. صرح وزير الخارجية البلغاري آنذاك الجنرال ستيفان بابريكوف في عام 1909 أنه «إن لم يتضح اليوم، فسيتضح غدًا، أن القضية الأكثر أهمية ستكون مرة أخرى هي المسألة المقدونية. وهذه القضية، مهما حدث، لا يمكن حسمها دون المزيد من المشاركة مباشرة من دول البلقان». أخيرًا وليس آخرًا، أشاروا إلى أن التقسيمات من الأراضي العثمانية يجب أن تحدث بعد الانتصار في الحرب. وبشكل أكثر تحديدًا، ستكسب بلغاريا جميع الأراضي الواقعة شرق جبال رودوب ونهر ستروما، بينما تضم صربيا الأراضي الواقعة شمال وغرب جبل سكاردو.
جرى توقيع اتفاقية التحالف بين اليونان وبلغاريا أخيرًا في 16/29 من مايو عام 1912، دون النص على أي تقسيم محدد للأراضي العثمانية. وفي صيف عام 1912، شرعت اليونان في إبرام «اتفاقيات السادة» (شفهية) مع صربيا والجبل الأسود. على الرغم من حقيقة أنه جرى تقديم مسودة اتفاقية التحالف مع صربيا في 22 أكتوبر، إلا أنها لم توقع على اتفاقية رسمية أبدًا بسبب اندلاع الحرب. نتيجة لذلك، لم يكن لدى اليونان أي التزامات إقليمية أو التزامات أخرى، بخلاف القضية المشتركة لمحاربة الإمبراطورية العثمانية.
توصل الجبل الأسود وبلغاريا إلى اتفاق يتضمن تقديم مساعدات مالية للجبل الأسود في حالة نشوب حرب مع الإمبراطورية العثمانية في أبريل عام 1912. ثم جرى التوصل إلى اتفاق السادة مع اليونان بعد فترة وجيزة، كما ذكر من قبل. وبحلول نهاية سبتمبر، تحقق تحالف سياسي وعسكري بين الجبل الأسود وصربيا. وفي نهاية سبتمبر عام 1912، كان لبلغاريا تحالفات مكتوبة رسميًا مع صربيا واليونان والجبل الأسود. وجرى التوقيع على تحالف رسمي بين صربيا والجبل الأسود، في حين أن الاتفاقيات اليونانية والجبلية والصربية اليونانية كانت في الأساس «اتفاقيات سادة» شفهية. وأكملت كل هذه الاتفاقيات تشكيل عصبة البلقان.

### عصبة البلقان
في ذلك الوقت، كانت دول البلقان قادرة على الحفاظ على جيوش كبيرة العدد بالنسبة لعدد السكان، ومستعدة للعمل، تحت تأثير فكرة تحرير أجزاء مستعبدة من وطنهم. كان الجيش البلغاري هو الجيش الرائد في التحالف. لقد كان جيشًا مدربًا جيدًا ومجهزًا تجهيزًا كاملاً وقادرًا على مواجهة الجيش الإمبراطوري. اقترح أن يكون الجزء الأكبر من الجيش البلغاري في الجبهة التراقية، حيث كان من المتوقع أن تكون الجبهة بالقرب من العاصمة العثمانية هي الأكثر أهمية. ويتصرف الجيش الصربي على الجبهة المقدونية، بينما كان يُعتقد أن الجيش اليوناني ضعيف ولم يكن مأخوذًا بجدية. كانت اليونان ضرورية في عصبة البلقان لقواتها البحرية وقدرتها على السيطرة على بحر إيجه، ما يسمح بعزل الجيوش العثمانية عن التعزيزات.
في 13/26 سبتمبر عام 1912، أجبرت التعبئة العثمانية في تراقيا صربيا وبلغاريا على التصرف والأمر بالتعبئة عندهما. وفي 17/30 سبتمبر، أمرت اليونان أيضًا بالتعبئة. ثم أعلن الجبل الأسود الحرب على الإمبراطورية العثمانية في 25 سبتمبر / 8 أكتوبر، بعد فشل المفاوضات بشأن الوضع الحدودي. في 30 سبتمبر / 13 أكتوبر، سلم سفراء صربيا وبلغاريا واليونان الإنذار المشترك للحكومة العثمانية، والذي جرى رفضه على الفور. سحبت الإمبراطورية سفرائها من صوفيا وبلغراد وأثينا، بينما غادر الدبلوماسيون البلغاريون والصرب واليونانيون العاصمة العثمانية لتسليم إعلان الحرب في 4/17 أكتوبر عام 1912.

## الخلفية التاريخية
بحلول القرن العشرين كان كل من بلغاريا وصربيا واليونان والجبل الأسود قد حصل على الاستقلال من الدولة العثمانية، لكن ولتداعي الدولة العثمانية وانهيارها فقد أراد كل من هذه الدول أن يوسع سيطرته ويضم إليه القوميات العرقية المماثلة الباقية ضمن حكم العثمانيين في منطقتي تراقيا ومقدونيا ومن اجل ذلك تشكل اتحاد البلقان والذي ضم كل من بلغاريا وصربيا واليونان والجبل والأسود.

## حرب البلقان الأولى
في حرب البلقان الأولى عام 1912 اتحدت أربع دول هي: بلغاريا واليونان والجبل الأسود وصربيا، وهزموا الدولة العثمانية. وقد اندلعت الحرب بإعلان الجبل الأسود الحرب على الدولة العثمانية في 8 أكتوبر 1912 ثم انضمت له على التوالي بلغاريا وصربيا في 17 أكتوبر ثم اليونان في 19 أكتوبر. انتهت الحرب بعدها بسبعة أشهر إثر معاهدة لندن في 30 مايو 1913. خسر العثمانيون أكثر من ثمانين بالمائة من أراضيهم بالقسم الأوروبي، وبسبب ذلك بدأ التدفق الكبير لنحو مليونين ونصف المليون مسلم من الأراضي العثمانية السابقة إلى داخل القائم من الدولة العثمانية. في تركيا اعتبرت نتائج حرب البلقان كارثة كبرى، واتُّهم رئيس الأركان ناظم باشا بمسؤوليته عن الهزيمة فيها، وتم اغتياله في 23 يناير 1913 أثناء انقلاب 1913 على يد أعضاء من جماعة تركيا الفتاة.

## حرب البلقان الثانية
اندلعت أحداث الحرب الثانية رأسًا عقب الأولى، لم تكتفِ بلغاريا بالمناطق التي انتزعتها من حكم العثمانيين في تراقيا وادّعت حقوقًا لها في مناطق العثمانيين السابقة في مقدونيا، كذلك رغبت صربيا واليونان في هذه المناطق، وهي مناطق تحت سيطرتهما عقب حرب البلقان الأولى. و عندما انهارت مفاوضات السلام في يونيو 1913 هاجمت بلغاريا مواقع الصرب واليونانيين في مقدونيا.
انضمت رومانيا والجبل الأسود للحلف ضد البلغار، وتدخلت الدولة العثمانية كطرف ثالث لاستعادة أدرنة و شرقي تراقيا. يعتبر هذا من المرات النادرة خلال العصر الحديث التي تهاجَم فيها دولة من كل جوانبها حرفيًا. انهزم البلغار واضطُروا لإعادة أغلب ما ظفروه خلال حرب البلقان الأولى في معاهدة بوخارست فسلّموا شرقي تراقيا و مدينة أدرنة للعثمانيين، كما سلّموا جنوب دبروجة لرومانيا.

## مقدونيا
مقدونيا سكنها اليونانيين والبلغار والصرب والألبان والاتراك والفلاش.
|               | تقديرات البلغار 1900 | تقديرات الصرب 1900 | تقديرات اليونان 1904 | تقديرات الترك 1905 |
| ------------- | -------------------- | ------------------ | -------------------- | ------------------ |
| إجمالي السكان | 2٬190٬520            | 2٬880٬420          | 1٬711٬607            | 1٬824٬032          |
| البلغار       | 1٬179٬036            | 57٬600             | 332٬162              | 352٬788            |
| اليونان       | 225٬152              | لا يوجد            | 650٬709              | 625٬889            |
| الصرب         | 700                  | 2٬048٬320          | لا يوجد              | لا يوجد            |
| الترك         | 564٬158              | لا يوجد            | 634٬017              | 745٬155            |